# Yuri to moja praca!
Yuri to moja praca! (jap. 私の百合はお仕事です! Watashi no yuri wa oshigoto desu!) – manga z gatunku yuri autorstwa Miman, publikowana na łamach magazynu „Comic Yuri Hime” wydawnictwa Ichijinsha od listopada 2016. Na jej podstawie Passione i Studio Lings wyprodukowały serial anime, który emitowano od kwietnia do czerwca 2023.
W Polsce manga ukazuje się nakładem wydawnictwa Waneko.

## Fabuła
Hime to licealistka, która bardzo dba o swój wizerunek słodkiej, pomocnej księżniczki, jednakże w głębi duszy troszczy się tylko o siebie. Kiedy więc przypadkowo zraniła kierowniczkę kawiarni o imieniu Mai, jest gotowa wziąć kilka zmian, aby wyjść z twarzą. Hime zaczyna pracować jako kelnerka w miejscu, które jest po części kawiarnią, a po części teatrem, gdzie wszystkie kelnerki udają uczennice fikcyjnej szkoły z internatem dla dziewcząt, znanej jako Akademia Liebe. Hime przyciąga uwagę innej kelnerki z kawiarni, która na oczach klientów obdarza Hime miłością i oddaniem, jakiego nigdy nie zaznała. Jednak za kulisami dziewczyna zdaje się jej nienawidzić.

## Bohaterowie
Nazwy przedstawiają prawdziwe imię i nazwisko postaci / pseudonim w Akademii Liebe.
- Hime Shiraki (jap. 白木 陽芽 Shiraki Hime) / Hime Shirasagi (jap. 白鷺 陽芽 Shirasagi Hime)

Seiyū: Yui Ogura 
Hime marzy o tym, by wyjść za mąż za bogacza i żyć w dostatku. Aby spełnić swoje marzenie, zawsze prezentuje czarującą osobowość, aby zjednać sobie innych, ale niewielu zna jej prawdziwy charakter.
- Mitsuki Yano (jap. 矢野 美月 Yano Mitsuki) / Mitsuki Ayanokouji (jap. 綾小路 美月 Ayanokōji Mitsuki)

Seiyū: Sumire Uesaka 
Piękna i zgrabna dziewczyna, która odgrywa rolę miłej senpai w salonie. Bardzo szybko żywić niechęć wobec Hime, która nie jest świadoma, że obie są dawnymi przyjaciółkami, które rozstały się w złych stosunkach.
- Kanoko Mamiya (jap. 間宮 果乃子 Mamiya Kanoko) / Kanoko Amamiya (jap. 雨宮 果乃子 Amamiya Kanoko)

Seiyū: Minami Tanaka 
Nieśmiała dziewczyna, która przyjaźni się z Hime od czasów gimnazjum i zna jej prawdziwą osobowość. Podejmuje pracę w kawiarni po tym, jak podąża tam za Hime.
- Sumika Chibana (jap. 知花 純加 Chibana Sumika) / Sumika Tachibana (jap. 橘 純加 Tachibana Sumika)

Seiyū: Makoto Koichi 
Sumika odgrywa w kawiarni chłodną i opanowaną senpai, jednak poza pracą uchodzi za gyaru. Sumika coraz bardziej angażuje się w sprawy Kanoko, gdy zaczyna wierzyć, że ta może żywić nieodwzajemnione uczucia do Hime.
- Mai Koshiba (jap. 小柴 舞 Koshiba Mai) / Mai Mikoshiba (jap. 御子柴 舞 Mikoshiba Mai)

Seiyū: Yukari Tamura 
Kierowniczka kawiarni, która namawia Hime do pracy w kawiarni po tym, jak ta przypadkowo zraniła ją w rękę.
- Nene Nishidera (jap. 西寺 寧々 Nishidera Nene) / Nene Saionji (jap. 西園寺 寧々 Saionji Nene)

Seiyū: Asami Seto 
Jedna z pierwszych kelnerek zatrudnionych w kawiarni obok Sumiki, jednak później zmieniła stanowisko i została częścią personelu kuchennego.
- Youko Gotou (jap. 後藤 葉子 Gotō Yōko) / Youko Goeidou (jap. 五影堂 葉子 Goeidō Yōko)

Seiyū: Shizuka Itō 
Była pracownica kawiarni. Podczas pracy, grała postać uwodzicielki, która stanęła pomiędzy życiem osobistym i zawodowym Nene i Sumiki.

## Manga
Pierwszy rozdział mangi został opublikowany 18 listopada 2016 w magazynie „Comic Yuri Hime”. Następnie wydawnictwo Ichijinsha rozpoczęło zbieranie rozdziałów do wydań w formacie tankōbon, których pierwszy tom ukazał się 16 czerwca 2017. Według stanu na 17 stycznia 2024, do tej pory wydano 13 tomów.
W Polsce prawa do dystrybucji mangi nabyło wydawnictwo Waneko.
| Nr | Język japoński       | Język japoński         | Język polski      | Język polski           |
| Nr | Data wydania         | ISBN                   | Data wydania      | ISBN                   |
| --- | -------------------- | ---------------------- | ----------------- | ---------------------- |
| 1 | 16 czerwca 2017      | ISBN 978-4-7580-7693-7 | 26 stycznia 2023  | ISBN 978-83-8242-440-9 |
| Lista rozdziałów - 1. Witamy w Akademii Liebe! (jap. ようこそリーベ女学園へ！ Yōkoso Rībe-jo gakuen e!) - 2. Dzień dobry, siostro (jap. ごきげんよう、お姉さま Gokigen’yō, onē-sama) - 3. Czy to twoja przyjaciółka? (jap. お連れの方はご友人ですの？ Otsure no kata wa goyūjin desu no?) - 4. Razem obsługujemy gości (jap. みなさんでお給仕を始めましょう？ Minasan de okyūji o hajimemashō?) - 5. To nie kłamstwo (jap. 嘘なんてありませんわ Uso nante arimasen wa) - 6. W co mam wierzyć? (jap. 何を信じたらいいんですの？ Nani o shinjitara iin desu no?) - 6,5. Zajęcie pozalekcyjne Kanoko to praca! (jap. 果乃子の部活はお仕事です! Kanoko no bukatsu wa oshigoto desu!) |                      |                        |                   |                        |
| 2 | 18 października 2017 | ISBN 978-4-7580-7739-2 | 27 marca 2023     | ISBN 978-83-8242-441-6 |
| Lista rozdziałów - 7. Mitsuki Yano (jap. 矢野美月 Yano Mitsuki) - 8. Jest i drama (jap. 波乱もございますわ Haran mogozaimasu wa) - 9. Gdybym mogła zmienić przeszłość (jap. もしやり直せるのでしたら Moshi yarinaoseru no deshitara) - 10. Zgodne Schwestern (jap. 円満なシュヴェスター Enman’na shuvuesutā) - 11. Kim jest kwiat Liebe? (jap. リーベの花はどなた？ Rībe no hana wa donata?) - 11.5. Podwieczorek Mitsuki to jej praca! (jap. 美月のティータイムはお仕事です! Mitsuki no tītaimu wa oshigoto desu!) |                      |                        |                   |                        |
| 3 | 18 kwietnia 2018     | ISBN 978-4-7580-7804-7 | 26 maja 2023      | ISBN 978-83-8242-442-3 |
| Lista rozdziałów - 12. Rozpoczyynamy wybory Blume! (jap. ブルーメ選挙始まりますわ Burūme senkyo hajimarimasu wa) - 13. To dziunia, zgadza się? (jap. ギャル、といいますのね？ Gyaru, to īmasu no ne?) - 14. Na kogo zagłosować? (jap. どなたに投票いたしましょう？ Donata ni tōhyō itashimashō?) - 15. Dotychczasowe wyniki (jap. 中間発表ですわ Chūkan happyō desu wa) - 16. Kanoko Mamiya (jap. 間宮果乃子 Mamiya Kanoko) - 16,5. Czas wolny Kanoko to jej praca! (jap. 果乃子の休み時間はお仕事です! Kanoko no yasumi jikan wa oshigoto desu!) |                      |                        |                   |                        |
| 4 | 15 listopada 2018    | ISBN 978-4-7580-7868-9 | 26 lipca 2023     | ISBN 978-83-8242-443-0 |
| Lista rozdziałów - 17. Nakaz miłościwej Blume (jap. ブルーメさまのきまり Burūme-sama no kimari) - 18. Możesz wrócić? (jap. お戻りになれますか？ Omodori ni naremasu ka?) - 19. Co powinnam powstrzymać? (jap. 止めるべきものは Tomerubeki mono wa) - 20. Blume der Liebe (jap. ブルーメ・デア・リーベ Burūme dea rībe) - 21. Masz coś do letniego uniformu?! (jap. 夏服にご用心!? Natsufuku ni goyōshin!?) - Extra. Kolaboracja z Yuriten to moja praca! (jap. 百合展のコラボはお仕事です! Yuri-ten no korabo wa oshigoto desu!) - 21,5. Przerwa na herbatę Nene to jej praca! (jap. 寧々の紅茶休憩はお仕事です! Nene no kōcha kyūkei wa oshigoto desu!)                         |                      |                        |                   |                        |
| 5 | 18 czerwca 2019      | ISBN 978-4-7580-7948-8 | 27 września 2023  | ISBN 978-83-8242-444-7 |
| Lista rozdziałów - 22. Nasza herbata (jap. 私たちの紅茶ですわ Watashitachi no kōcha desu wa) - 23. Do czego dążysz? (jap. 何をお求めでございますか？ Nani wo omotome de gozai masu ka?) - 24. To dla ciebie, siostro! (jap. お姉さまに差し上げます！ Onē-sama ni sashiagemasu!) - 25. Nie chcę (jap. いりませんわ Irimasen wa) - 26. Mitsuki Ayanokouji (jap. 綾小路美月 Ayanokōji Mitsuki) - 26,5. Rekrutowanie przez Mai to jej praca! (jap. 舞さんの勧誘はお仕事です! Mai-san no kan’yū wa oshigoto desu!) |                      |                        |                   |                        |
| 6 | 17 stycznia 2020     | ISBN 978-4-7580-2075-6 | 27 listopada 2023 | ISBN 978-83-8242-445-4 |
| Lista rozdziałów - 27. Nieobecność siostry (jap. お姉さまのご欠席 Onē-sama no go kesseki) - 28. Prawdziwe uczucia siostry (jap. お姉さまの本心 Onē-sama no honshin) - 29. Kochana strasza siostra (jap. 優しいお姉さま Yasashī onē-sama) - 30. Dalszy rozwój miłości (jap. 恋の続き Koi no tsudzuki) - 31. Jest tak, jak wcześniej (jap. 元どおりですわ Moto dōri desu wa) - 31,5. Pomoc Mai to jej praca! (jap. 舞さんのフォローはお仕事です! Mai-san no forō wa oshigoto desu!) |                      |                        |                   |                        |
| 7 | 18 września 2020     | ISBN 978-4-7580-2161-6 | 25 stycznia 2024  | ISBN 978-83-8242-446-1 |
| Lista rozdziałów - 32. Poproszę o przerwę (jap. お暇いただきます Ohima itadakimasu) - 33. Wysłuchaj mnie uważnie (jap. つまびらかにお聞かせください Tsumabiraka ni okikase kudasai) - 34. Przy kolejnej porażce będzie lepiej (jap. 次は上手に失敗を Tsugi wa jōzu ni shippai o) - 35. Chciałam twojej sympatii (jap. 好きと言ってほしくて Suki to itte hoshikute) - 36. Dawno mnie nie było (jap. ご無沙汰しております Gobusatashiteorimasu) - Extra. Wsparcie Sumiki to jej praca! (jap. 純加の応援はお仕事です！ Sumika no ōen wa oshigoto desu!) - 36,5. Praca Mai to jej praca! (jap. 舞さんのお仕事はお仕事です！ Mai-san no oshigoto wa oshigoto desu!)                   |                      |                        |                   |                        |
| 8 | 16 kwietnia 2021     | ISBN 978-4-7580-2242-2 | 26 marca 2024     | ISBN 978-83-8242-447-8 |
| Lista rozdziałów - 37. Przyjęcie urodzinowe (jap. ふたりの誕生日会 Futari no tanjōbikai) - 38. Koniec przyjęcia urodzinowego (jap. 終わる誕生日会 Owaru tanjōbikai) - 39. Nasza relacja (jap. 私たちの関係 Watashitachi no kankei) - 40. Noc w szkole! (jap. 学び舎でお泊り！ Manabiya de otomari!) - 41. Skorzystam z kąpieli (jap. お風呂いただきますわね Opuro itadakimasu wa ne) - 41,5. Oglądanie ciuchów przez Hime to jej praca! (jap. 陽芽の私服チェックはお仕事です! Hime no shifuku chekku wa oshigoto desu!) |                      |                        |                   |                        |
| 9 | 18 listopada 2021    | ISBN 978-4-7580-2325-2 | 27 maja 2024      | ISBN 978-83-8242-448-5 |
| Lista rozdziałów - 42. Proszę, spójrz (jap. ご覧くださいませ Goran kudasaimase) - 43. Pomocna starsza siostra (jap. 頼もしいお姉さま Tanomoshī onē-sama) - 44. Uśmiech młodszej siostry (jap. 妹の笑顔 Imōto no egao) - 45. Już zaczęła pączkować (jap. 芽生えていたから Mebaete itakara) - 46. Odwiedziny absolwentki (jap. 卒業生のご来校 Sotsugyōsei no go raikō) - Extra. Pytania Shinooki to jej praca (jap. 藤岡さんの質問はお仕事です! Shinooka-san no shitsumon wa oshigoto desu!) - 46,5. One-shot „Bratnia dusza” (jap. 読み切り 「運命の私」 Yomikiri „Unmei no watashi”)                                                                                             |                      |                        |                   |                        |
| 10 | 18 maja 2022         | ISBN 978-4-7580-2413-6 | 25 lipca 2024     | ISBN 978-83-8242-449-2 |
| Lista rozdziałów - 47. „Nene Saionji” (jap. 西園寺寧々 Saionji Nene) - 48. Miłość zawsze (jap. 恋はいつも Koi wa itsumo) - 49. Choć podchodziłam do tego poważnie (jap. 本気でしたのに Honkideshitanoni) - 50. Starsza siostra, na której nie można polegać (jap. 頼れないお姉さま Tayorenai onē-sama) - 51. Tak jak mówi starsza koleżanka (jap. 先輩のおっしゃる通り Senpai no ossharu tōri) - 51,5. Przymierzanie mundurków to praca! (jap. 制服の試着はお仕事です! Seifuku no shichaku wa oshigoto desu!) |                      |                        |                   |                        |
| 11 | 17 listopada 2022    | ISBN 978-4-7580-2472-3 | 25 września 2024  | ISBN 978-83-8242-450-8 |
| Lista rozdziałów - 52. Jesteśmy parą (jap. お付き合いしております Otsukiai shite orimasu) - 53. Mój błąd (jap. 私のあやまち Watashi no ayamachi) - 54. Dwie młodsze siostry (jap. 二人の妹 Futari no imōto) - 55. Jak już iść, to do przodu (jap. 進むなら前に Susumunara mae ni) - 56. Dla starszej siostry (jap. お姉様のために Onē-sama no tame ni) - 56,5. Pilnowanie kawiarni to ich praca! (jap. 二人のお留守番はお仕事です! Futari no orushuban wa oshigoto desu!) |                      |                        |                   |                        |
| 12 | 17 maja 2023         | ISBN 978-4-7580-2537-9 | 26 listopada 2024 | ISBN 978-83-8242-451-5 |
| Lista rozdziałów - 57. Szczerze z miłością (jap. 恋に素直に Koi ni sunao ni) - 58. To, co chcę chronić (jap. 守りたいもの Mamoritai mono) - 59. Ich zranienia (jap. それぞれの傷心 Sorezore no shōshin) - 60. Noc kochanek (jap. 恋人たちの夜 Koibito-tachi no yoru) - 61. Nasza noc (jap. あたしたちの夜 Atashi-tachi no yoru) - 61,5. Zmartwienie Hime to jej praca! (jap. 陽芽の憂いはお仕事です! Hime no urei wa oshigoto desu!) |                      |                        |                   |                        |
| 13 | 17 stycznia 2024     | ISBN 978-4-7580-2646-8 | 27 stycznia 2025  | ISBN 978-83-8242-980-0 |
| Lista rozdziałów - 62. Ku jasności (jap. まぶしさの中へ Mabushisa no naka e) - 63. Wyjdźmy razem na zewnątrz (jap. お外ご一緒いたしましょう？ O soto go issho itashimashō?) - 64. Walcząc o to, by iść naprzód (jap. 前へ前へともがく Mae e mae e to mogaku) - 65. Dlatego, że się przyjaźnimy (jap. 友だちですから Tomodachi desu kara) - 66. Dobrze znane schody (jap. 踏みなれた階段 Fumi nareta kaidan) - 66,5. Zaprowadzenie porządku przez Sumikę to jej praca! (jap. 純加の後片付けはお仕事です! Junka no atokatadzuke wa oshigoto desu!) |                      |                        |                   |                        |

## Anime
14 maja 2022 ogłoszono, że na podstawie mangi powstanie adaptacja w formie telewizyjnego serialu anime. Za produkcje odpowiadają Passione i Studio Lings, reżyserem został Hijiri Sanpei, projekty postaci przygotował Taisuke Iwasaki, a muzykę skomponowała Megumi Ōhashi. Seria była emitowana od 6 kwietnia do 22 czerwca 2023 w AT-X i innych stacjach. Motywem otwierającym jest „Himitsu♡Melody” (jap. 秘密♡Melody) autorstwa Yui Ogury, końcowym zaś „Yume ga sametemo” (jap. 夢が覚めても) w wykonaniu Ogury i Sumire Uesaki. Prawa do dystrybucji zakupił Crunchyroll.

### Lista odcinków
| №  | Tytuł | Reżyseria                       | Premiera         |
| -- | --- | ------------------------------- | ---------------- |
| 1  | Welcome to Liebe Girls Academy Yōkoso Rībe-jo Gakuen e! (ようこそリーベ女学園へ！)                          | Mitsuki Kitamura                | 6 kwietnia 2023  |
| 2  | Let’s All Be Waitresses Together Minasan de okyūji o hajimemashō? (みなさんでお給仕を始めましょう？)        | Takahiro Majima                 | 13 kwietnia 2023 |
| 3  | What Should I Believe? Nani o shinjitara iin desu no? (何を信じたらいいんですの？)                          | Shige Fukase                    | 20 kwietnia 2023 |
| 4  | I Hate You Daikirai desu wa (大きらいですわ)                                                                | Mitsuki Kitamura                | 27 kwietnia 2023 |
| 5  | If We Could Start Over Moshi yarinaoseru no deshitara (もしやり直せるのでしたら)                            | Shun’ichi Katō                  | 4 maja 2023      |
| 6  | So There’s No Need for Lies Anymore? Uso wa hitsuyō nai no desu ka? (嘘は必要ないのですか？)                | Shigetaka Ikeda                 | 11 maja 2023     |
| 7  | It’s Called Gyaru, Right? Gyaru to īmasu no ne? (ギャルといいますのね？)                                    | Terufumi Komori Tatsuya Hagino  | 18 maja 2023     |
| 8  | For Whom Shall I Cast My Vote? Donata ni tōhyō itashimashō? (どなたに投票いたしましょう？)                  | Satoshi Saga                    | 25 maja 2023     |
| 9  | The One and Only Hitori dake no (ひとりだけの)                                                              | Mitsuki Kitamura Shun’ichi Katō | 1 czerwca 2023   |
| 10 | Will You Break It All? Kowashite shimau no desu ka? (こわしてしまうのですか？)                              | Takashi Ikehata                 | 8 czerwca 2023   |
| 11 | Blume der Liebe Burūme dea rībe (ブルーメ・デア・リーベ)                                                    | Akira Toba                      | 15 czerwca 2023  |
| 12 | Welcome to Summer at Liebe Girls’ Academy! Yōkoso natsu no rībe-jo gakuen e! (ようこそ夏のリーベ女学園へ！) | Takahiro Majima Shun’ichi Katō  | 22 czerwca 2023  |

## Odbiór
Rebecca Silverman z Anime News Network wystawiła pierwszemu tomowi ogólną ocenę B+. Silverman zauważyła, że pierwszy tom „jest o wiele bardziej zainteresowany parodystycznymi aspektami historii, więc czytelnicy powinni być przygotowani na więcej humoru niż rzeczywistych tęsknych spojrzeń, a pewien stopień znajomości yuri klasy S prawdopodobnie sprawi, że książka będzie przyjemniejsza”. Anime UK News przyznało pierwszemu tomowi ocenę 8/10, chwaląc mocną oprawę i dodatkowe uwagi dotyczące tłumaczenia niemieckich nazw.
W 2018 roku manga znalazła się w pierwszej dwudziestce finalistów konkursu Next Manga Award organizowanego przez magazyn Da Vinci i serwis Niconico. Seria znalazła się również na liście najlepiej sprzedających się mang w serwisie BookWalker w latach 2019 i 2020.
Do maja 2023 manga rozeszła się w nakładzie ponad 1 miliona egzemplarzy.